# Ceraclea pulchra
Ceraclea pulchra là một loài Trichoptera trong họ Leptoceridae. Chúng phân bố ở vùng nhiệt đới châu Phi.